# جزيرة بالاي
جزيرة بالاي وهي جزيرة من جزر إندونيسيا، وتقع في إقليم آتشيه.